# Karácsonyi káosz
A Karácsonyi káosz (eredeti cím: One Christmas Eve) 2014-ben bemutatott amerikai karácsonyi tévéfilm, amelyet Jay Russell rendezett. A játékfilm producerei Cameron Johann és David A. Rosemont voltak. A forgatókönyvet Holly Goldberg Sloan írta, zenéjét William Ross és Jérôme Leroy szerezte. A főszerepekben Anne Heche, Kevin Daniels és Carlos Gómez láthatók. A film a The Mazur Kaplan Company és a Hallmark Hall of Fame Productions gyártásában készült, a Hallmark Channel forgalmazásában jelent meg. Műfaját tekintve filmdráma és filmvígjáték.
Amerikában 2014. november 30-án mutatták be a televízióban, a Hallmark Channelen.

## Cselekmény
Egy átlagos család éppen karácsonyhoz készülődik, amikor egy férfinak az az ötlete támad, hogy meglepetésből egy kiskutyát csempész a házuk előtti lábtörlőre. A terv azonban meghiúsul, miután a kiskutyát otthagyva megcsúszik a jégen és eltöri a lábát. A családnak így a készülődést félbe kell hagynia, mivel a karácsonyi csúcsforgalom miatt nekik kell elvinniük a férfit kórházba. Útközben azonban, majd mikor már hazafelé tartanak, egyre több és egyre dúrvább szerencsétlenséget kell túlélniük: például autódefekt, rablótámadás, tűzeset és még mások is. Mindez csupán egy kiskutya miatt.

## Szereplők
| Szereplő | Színész           | Magyar hang      |
| --- | ----------------- | ---------------- |
| Nell Blakemore | Anne Heche        | Kovács Patrícia  |
| Dr. Chen | Brian Tee         | Welker Gábor     |
| Emma Blakemore | Ali Skovbye       | Nyári Liza       |
| José Icco | Juan Carlos Velis | Hannus Zoltán    |
| Reggie | Kevin Daniels     | Sarádi Zsolt     |
| Cesar | Carlos Gómez      | Kardos Róbert    |
| Alden Blakemore | Griffin Kane      | Pál Dániel Máté  |
| Phoebe | Heather Hanson    | Román Judit      |
| Liz (ápolónő) | Tracy Waterhouse  | Pokorny Lia      |
| Gorik | Joe Pingue        | Törköly Levente  |
| Maritza | Kiana Madeira     | Eke Angéla       |
| Buelow őrmester | Carson Nattrass   | Debreczeny Csaba |
| További magyar hangok: Ács Balázs, Ács Norbert, Azurák Zsófia, Bognár Tamás, Csépai Eszter, Czifra Krisztina, Elek Ferenc, Fellegi Lénárd, Hegedüs Miklós, Király Adrián, Martin Adél, Mohácsi Nóra, Suhajda Dániel |                   |                  |

Magyar változat
A szinkront a Mafilm Audio Kft. készítette.
- Magyar szöveg: Vajda Evelin
- Hangmérnök: Simkó Ferenc
- Rendezőasszisztens és vágó: Kajdácsi Brigitta
- Gyártásvezető: Kablay Luca
- Szinkronrendező: Majoros Eszter
- Felolvasó: Bozai József

## Fordítás
Ez a szócikk részben vagy egészben  a   Das Weihnachts-Chaos című német Wikipédia-szócikk fordításán alapul.  Az eredeti cikk szerkesztőit annak laptörténete sorolja fel. Ez a jelzés csupán a megfogalmazás eredetét és a szerzői jogokat jelzi, nem szolgál a cikkben szereplő információk forrásmegjelöléseként.